# Cameron Hughes
Cameron Hughes, född 9 oktober 1996, är en kanadensisk professionell ishockeyforward som är kontrakterad till Boston Bruins i National Hockey League (NHL) och spelar för Providence Bruins i American Hockey League (AHL). Han har tidigare spelat för Wisconsin Badgers i National Collegiate Athletic Association (NCAA).
Hughes draftades av Boston Bruins i sjätte rundan i 2015 års draft som 165:e spelare totalt.

## Statistik
| 2009–2010   | CAC Canadians          | AMBHL       | 32  | 5  | 11 | 16 | 28 | —  | — | —  | —  | —  |
| 2010–2011   | CAC Canadians          | AMBHL       | 29  | 21 | 21 | 42 | 2  | —  | — | —  | —  | —  |
| 2011–2012   | CAC Edmonton Canadians | AMHL        | 32  | 8  | 23 | 31 | 24 | —  | — | —  | —  | —  |
| 2012–2013   | Spruce Grove Saints    | AJHL        | 60  | 11 | 20 | 31 | 42 | 14 | 3 | 6  | 9  | 11 |
| 2013–2014   | Spruce Grove Saints    | AJHL        | 52  | 21 | 36 | 57 | 58 | 18 | 1 | 16 | 17 | 2  |
| 2014–2015   | Wisconsin Badgers      | NCAA        | 34  | 3  | 10 | 13 | 35 | —  | — | —  | —  | —  |
| 2015–2016   | Wisconsin Badgers      | NCAA        | 32  | 5  | 20 | 25 | 12 | —  | — | —  | —  | —  |
| 2016–2017   | Wisconsin Badgers      | NCAA        | 36  | 7  | 25 | 32 | 16 | —  | — | —  | —  | —  |
| 2017–2018   | Wisconsin Badgers      | NCAA        | 37  | 8  | 14 | 22 | 18 | —  | — | —  | —  | —  |
|             | Providence Bruins      | AHL         | 14  | 0  | 3  | 3  | 6  | —  | — | —  | —  | —  |
| 2018–2019   | Providence Bruins      | AHL         | 52  | 13 | 15 | 28 | 28 | 4  | 0 | 0  | 0  | 0  |
| 2019–2020   | Boston Bruins          | NHL         | 1   | 0  | 0  | 0  | 0  | —  | — | —  | —  | —  |
|             | Providence Bruins      | AHL         | 13  | 2  | 4  | 6  | 2  | —  | — | —  | —  | —  |
| NHL totalt  | NHL totalt             | NHL totalt  | 1   | 0  | 0  | 0  | 0  | —  | — | —  | —  | —  |
| AHL totalt  | AHL totalt             | AHL totalt  | 79  | 15 | 22 | 37 | 36 | 4  | 0 | 0  | 0  | 0  |
| NCAA totalt | NCAA totalt            | NCAA totalt | 139 | 23 | 69 | 92 | 81 | —  | — | —  | —  | —  |